# Sang Xue
Sang Xue (n. 7 decembrie 1984, Tianjin, Republica Populară Chineză) este o săritoare în apă ce a reprezentat Republica Populară Chineză, medaliată olimpică. A participat la o ediție a Jocurilor Olimpice (2000) în care a câștigat o medalie de aur.

## Participări
Lista de mai jos prezintă principalele competiții la care a participat Sang Xue de-a lungul carierei.
- diving at the 2000 Summer Olympics – women's synchronized 10 metre platform[*]